# والتر گراومن
والتر گراومن (انگلیسی: Walter Grauman; ۱۷ مارس ۱۹۲۲ – ۲۰ مارس ۲۰۱۵) کارگردان فیلم اهل ایالات متحده آمریکا بود.
وی همچنین برندهٔ جوایزی همچون صلیب پرواز ممتاز (ایالات متحده) شده است. گراومن کارگردان فیلم‌هایی همچون قصر لذت، مرد کاغذی و بانو در قفس بوده است.